# Катаріна Студенікова
Катаріна Студенікова (словац. Katarína Studeníková, нар. 2 вересня 1972) — колишня професійна словацька тенісистка. 
Здобула сім одиночних та два парні титули туру ITF.
Найвищу одиночну позицію світового рейтингу — 31 місце досягла 23 грудня 1996, парну — 62 місце — 13 листопада 1995 року.

## Фінали ITF

### Одиночний розряд (7–2)
| Легенда          |
| ---------------- |
| Турніри $100,000 |
| $75,000 турніри  |
| $50,000 турніри  |
| Турніри $25,000  |
| Турніри $10,000  |

| Результат | Ранг | Дата              | Турнір                  | Покриття | Опонент           | Рахунок            |
| --------- | ---- | ----------------- | ----------------------- | -------- | ----------------- | ------------------ |
| Перемога  | 1.   | 25 березня 1991   | Путіньяно, Італія       | Тверде   | Cecilia Bargagni  | 7–5, 6–2           |
| Перемога  | 2.   | 25 травня 1992    | Ашкелон, Ізраїль        | Тверде   | Aurora Gima       | 6–4, 6–4           |
| Перемога  | 3.   | 23 листопада 1992 | Рамат-га-Шарон, Ізраїль | Тверде   | Кароль Лукареллі  | 6–4, 6–2           |
| Перемога  | 4.   | 29 березня 1993   | Мулен (Альє), Франція   | Тверде   | Ріта Гранде       | 6–2, 6–2           |
| Поразка   | 5.   | 8 серпня 1993     | Сопот, Польща           | Ґрунт    | Петра Бегеров     | 3–6, 6–4, 5–7      |
| Перемога  | 6.   | 21 серпня 1995    | Сопот, Польща           | Ґрунт    | Жанетта Гусарова  | 4–6, 6–3, 6–3      |
| Поразка   | 7.   | 16 жовтня 1995    | Фленсбург, Німеччина    | Килим    | Анн-Гель Сідо     | 6–4, 4–6, 1–2 ret. |
| Перемога  | 8.   | 17 грудня 1995    | Острава, Чехія          | Тверде   | Яна Поспішилова   | 6–4, 6–3           |
| Перемога  | 9.   | 14 грудня 1997    | Острава, Чехія          | Тверде   | Міхаела Паштікова | 6–3, 6–3           |

### Парний розряд (2–9)
| Результат | Ранг | Дата            | Турнір                     | Покриття | Партнер             | Опоненти                               | Рахунок       |
| --------- | ---- | --------------- | -------------------------- | -------- | ------------------- | -------------------------------------- | ------------- |
| Поразка   | 1.   | 17 вересня 1990 | Рабаць, Yugoslavia         | Ґрунт    | Gabriela Veselá     | Руксандра Драгомір Іріна Спирля        | 6–1, 3–6, 4–6 |
| Перемога  | 2.   | 25 березня 1991 | Путіньяно, Італія          | Тверде   | Павліна Райзлова    | Giovanna Carotenuto Marja-Liisa Kuurne | 6–4, 6–2      |
| Поразка   | 3.   | 29 травня 1991  | Бриндізі, Італія           | Ґрунт    | Іріна Спирля        | Патрісія Міллер Інес Горрочатегі       | 1–6, 6–7      |
| Поразка   | 4.   | 24 червня 1991  | Дубровник, Yugoslavia      | Ґрунт    | Karin Lušnic        | Dominika Gorecká Kateřina Sisková      | 4–6, 4–6      |
| Перемога  | 5.   | 22 липня 1991   | Шварцах-ім-Понгау, Австрія | Ґрунт    | Каріна Габшудова    | Агнесе Густмане Гайді Шпрунґ           | 6–3, 6–1      |
| Поразка   | 6.   | 26 жовтня 1992  | Саґа (Саґа), Японія        | Ґрунт    | Ева Мартінцова      | Хіросе Аяко Янагі Масако               | 2–6, 0–6      |
| Поразка   | 7.   | 28 червня 1993  | Штутгарт, Німеччина        | Ґрунт    | Дениса Крайчовичова | Ева Мартінцова Sylvia Štefková         | 1–6 ret.      |
| Поразка   | 8.   | 8 серпня 1993   | Сопот, Польща              | Ґрунт    | Дениса Крайчовичова | Тіна Кріжан Квета Пешке                | 3–6, 1–6      |
| Поразка   | 9.   | 13 червня 1994  | Сопот, Польща              | Ґрунт    | Patrícia Marková    | Жанетта Гусарова Радка Зрубакова       | 2–6, 5–7      |
| Поразка   | 10.  | 31 липня 1995   | Сопот, Польща              | Ґрунт    | Тіна Кріжан         | Петра Рацлавська Ленка Немечкова       | 0–2 ret.      |
| Поразка   | 11.  | 10 серпня 1998  | Братислава, Словаччина     | Ґрунт    | Ленка Немечкова     | Мілена Неквапілова Гана Шромова        | 2–6, 4–6      |